# Wongo (langue)
Pour les articles homonymes, voir Wongo.
Le wongo est une langue bantoue parlée par la population wongo en République démocratique du Congo.